# Eubranchus
Eubranchus es un género de moluscos nudibranquios (orden de moluscos sin concha) de la familia Eubranchidae.

## Especies
El Registro Mundial de Especies Marinas acepta las siguientes especies válidas en el género:
- Eubranchus adarensis Odhner, 1934
- Eubranchus agrius Er. Marcus, 1959
- Eubranchus amazighi Tamsouri, Carmona, Moukrim & Cervera, 2015
- Eubranchus arci Ortea, 1981
- Eubranchus capellinii (Trinchese, 1879)
- Eubranchus cingulatus (Alder & Hancock, 1847)
- Eubranchus conicla (Er. Marcus, 1958)
- Eubranchus convenientis Ortea & Caballer, 2002
- Eubranchus cucullus Behrens, 1985
- Eubranchus doriae (Trinchese, 1874)
- Eubranchus echizenicus Baba, 1975
- Eubranchus eibesfeldti Ortea, Caballer & Bacallado, 2003
- Eubranchus exiguus (Alder & Hancock, 1848)
- Eubranchus falklandicus (Eliot, 1907)
- Eubranchus farrani (Alder & Hancock, 1844)
- Eubranchus fuegiensis Odhner, 1926
- Eubranchus glacialis (Thiele, 1912)
- Eubranchus horii Baba, 1960
- Eubranchus inabai Baba, 1964
- Eubranchus leopoldoi Caballer, Ortea & Espinosa, 2001
- Eubranchus linensis Garcia-Gomez, Cervera & Garcia, 1990
- Eubranchus mandapamensis (Rao, 1968)
- Eubranchus montraveli Risbec, 1937
- Eubranchus occidentalis MacFarland, 1966
- Eubranchus ocellatus (Alder & Hancock, 1864)
- Eubranchus odhneri (Derjugin & Gurjanova, 1926)
- Eubranchus olivaceus (O'Donoghue, 1922)
- Eubranchus pallidus (Alder & Hancock, 1842)
- Eubranchus prietoi Llera & Ortea, 1981
- Eubranchus productus (Farran, 1905)
- Eubranchus rubeolus Burn, 1964
- Eubranchus rubrocerata Edmunds, 2015
- Eubranchus rubropunctatus Edmunds, 1969
- Eubranchus rupium (Møller, 1842)
- Eubranchus rustyus (Er. Marcus, 1961)
- Eubranchus sanjuanensis 'Roller, 1972
- Eubranchus steinbecki Behrens, 1987
- Eubranchus tanzanensis Edmunds, 1969
- Eubranchus telesforoi Ortea, Caballer & Bacallado, 2002
- Eubranchus toledanoi Ortea & Caballer, 2002
- Eubranchus tricolor Forbes, 1838
- Eubranchus vascoi Ortea, Caballer & Moro, 2002
- Eubranchus vittatus (Alder & Hancock, 1842)
- Eubranchus yolanae Hermosillo & Valdés, 2007

Especies cuyo nombre ha dejado de ser aceptado por sinonimia:
- Eubranchus coniclus (Er. Marcus, 1958) aceptada como Eubranchus conicla (Er. Marcus, 1958)
- Eubranchus fidenciae Ortea, Moro & Espinosa, 1999 aceptada como Cuthona fidenciae (Ortea, Moro & Espinosa, 1999)
- Eubranchus misakiensis Baba, 1960 aceptada como Leostyletus misakiensis (Baba, 1960)

## Galería

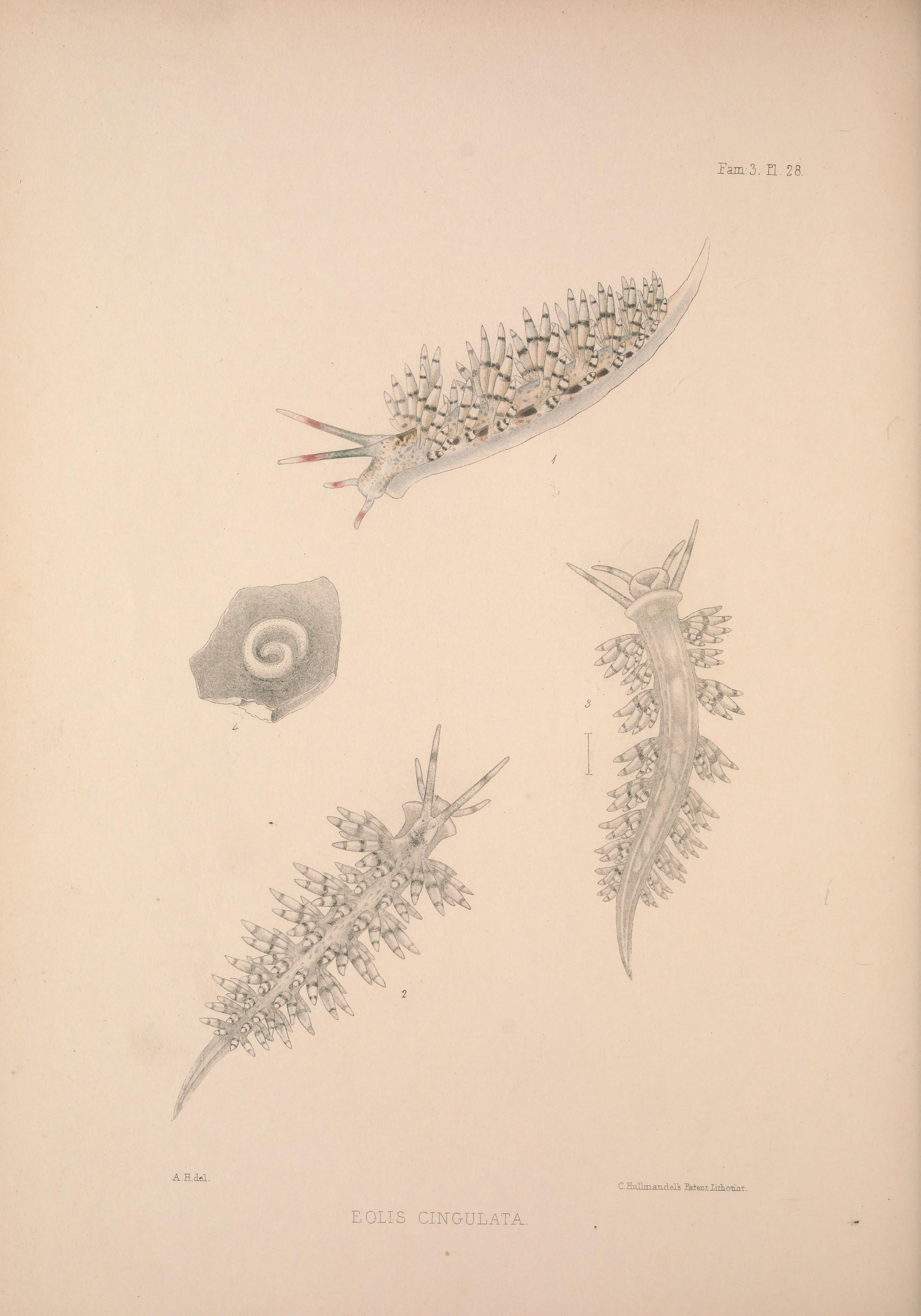
Eubranchus cingulatus
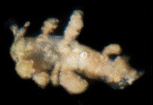
Eubranchus conicla
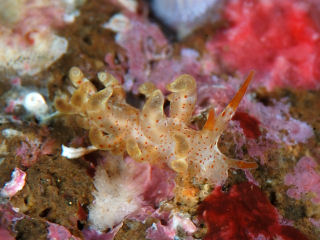
Eubranchus echizenicus
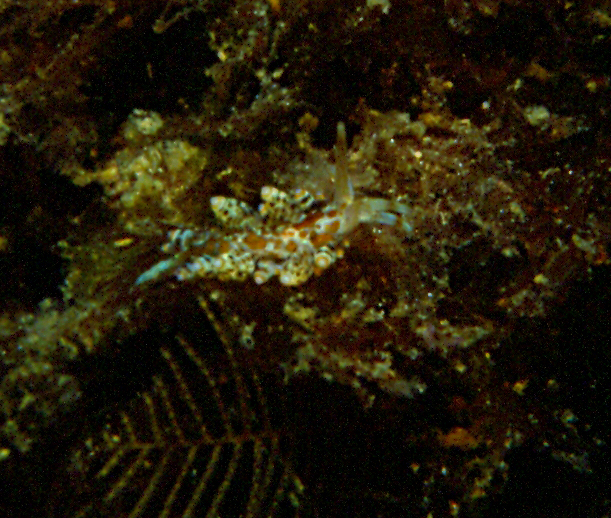
Eubranchus exiguus
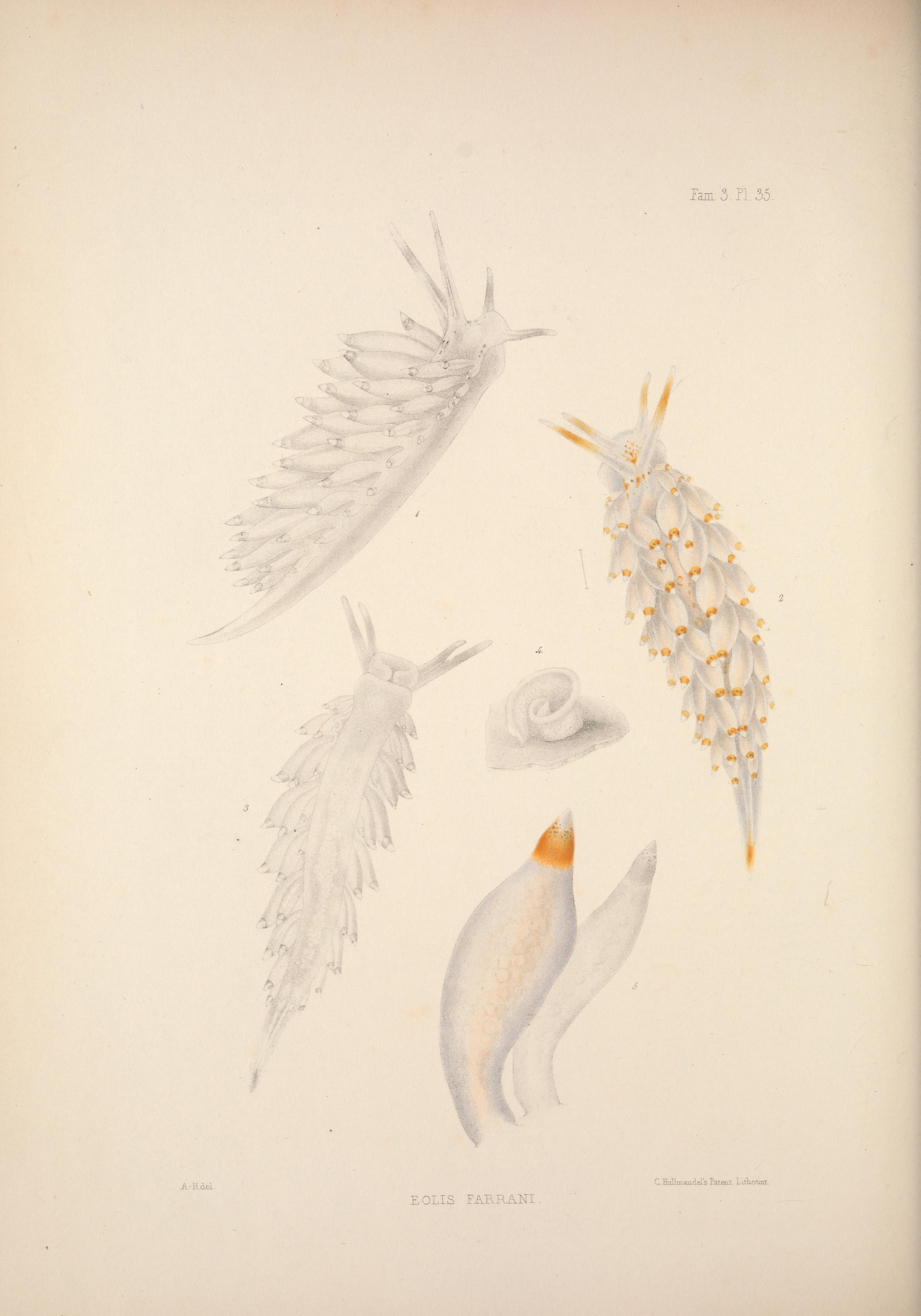
Eubranchus farrani
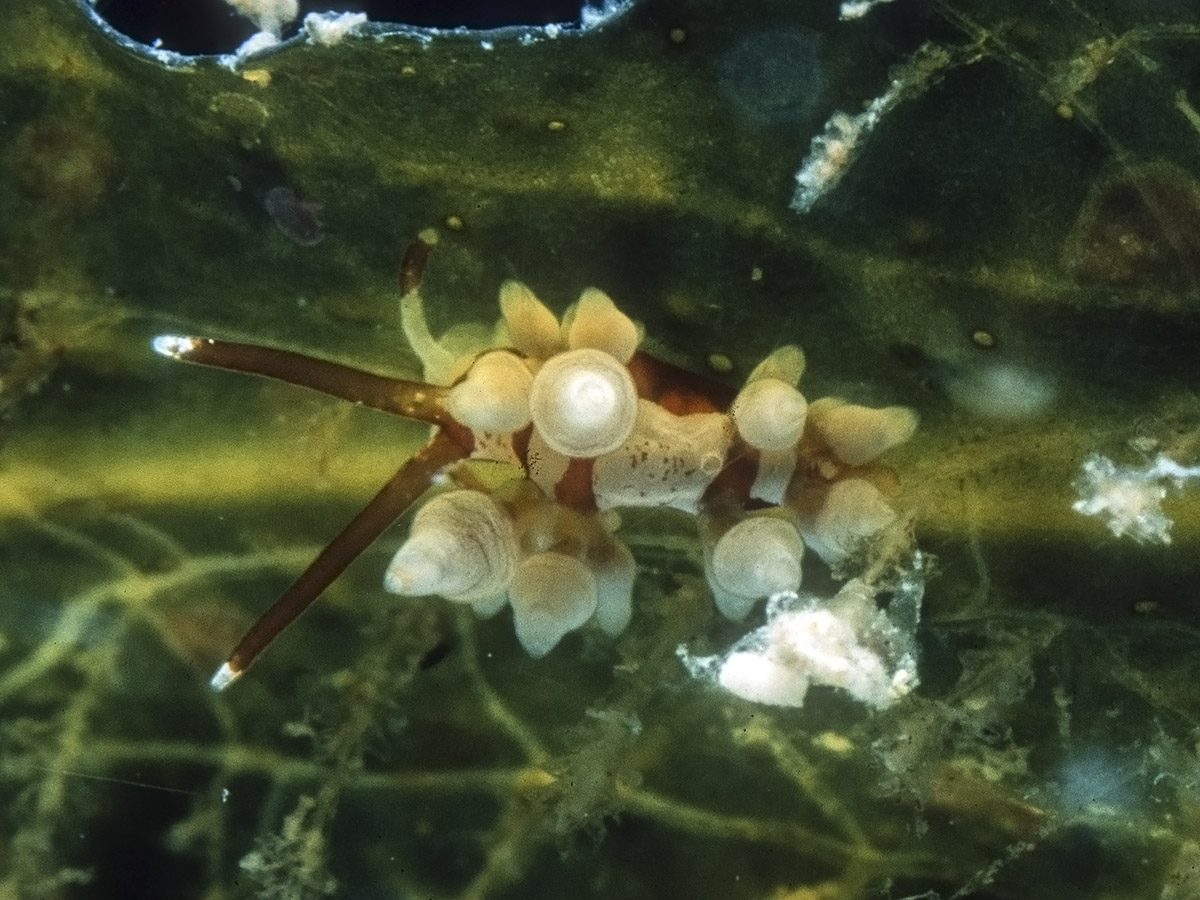
Eubranchus inabai
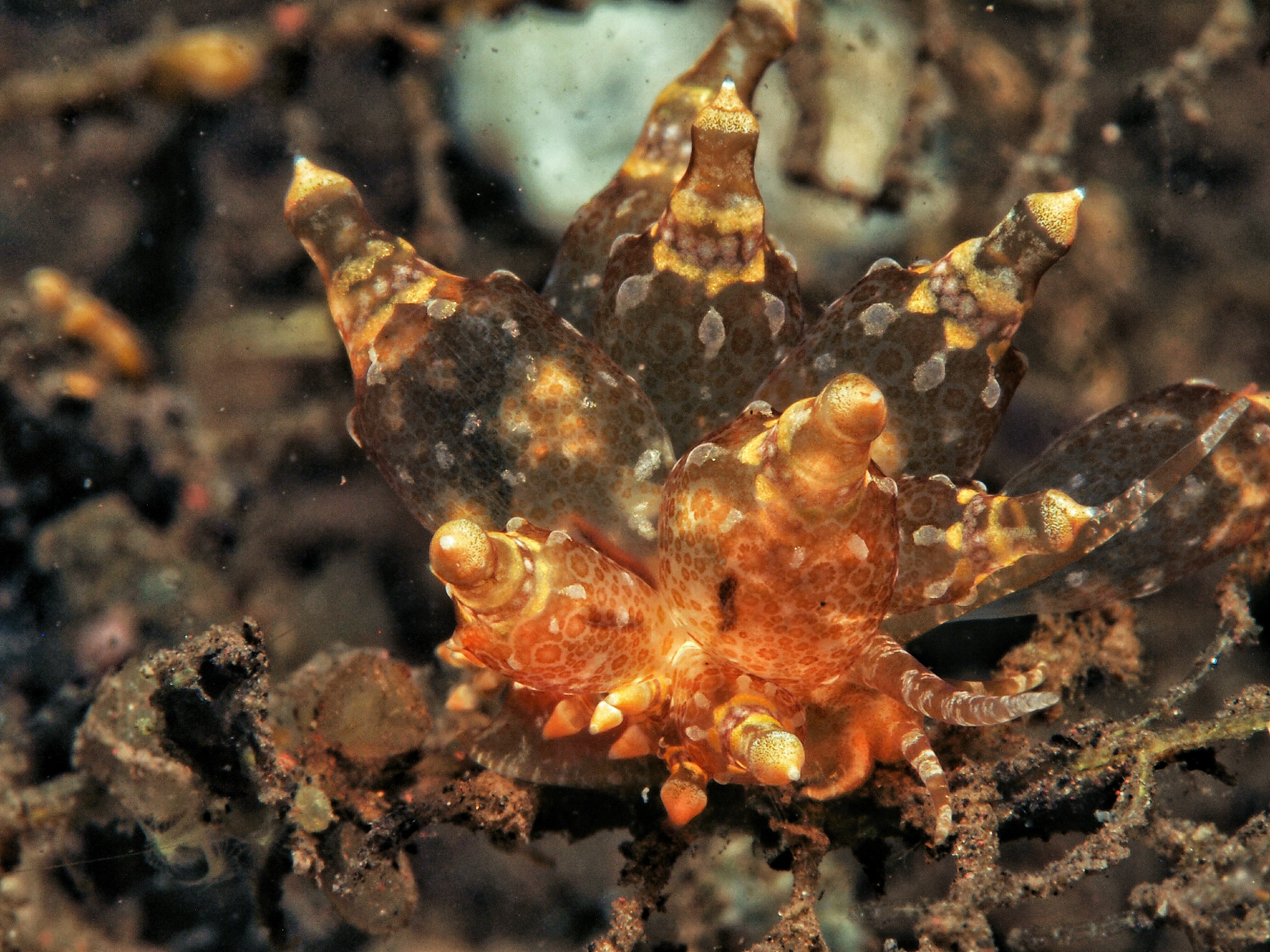
Eubranchus mandapamensis
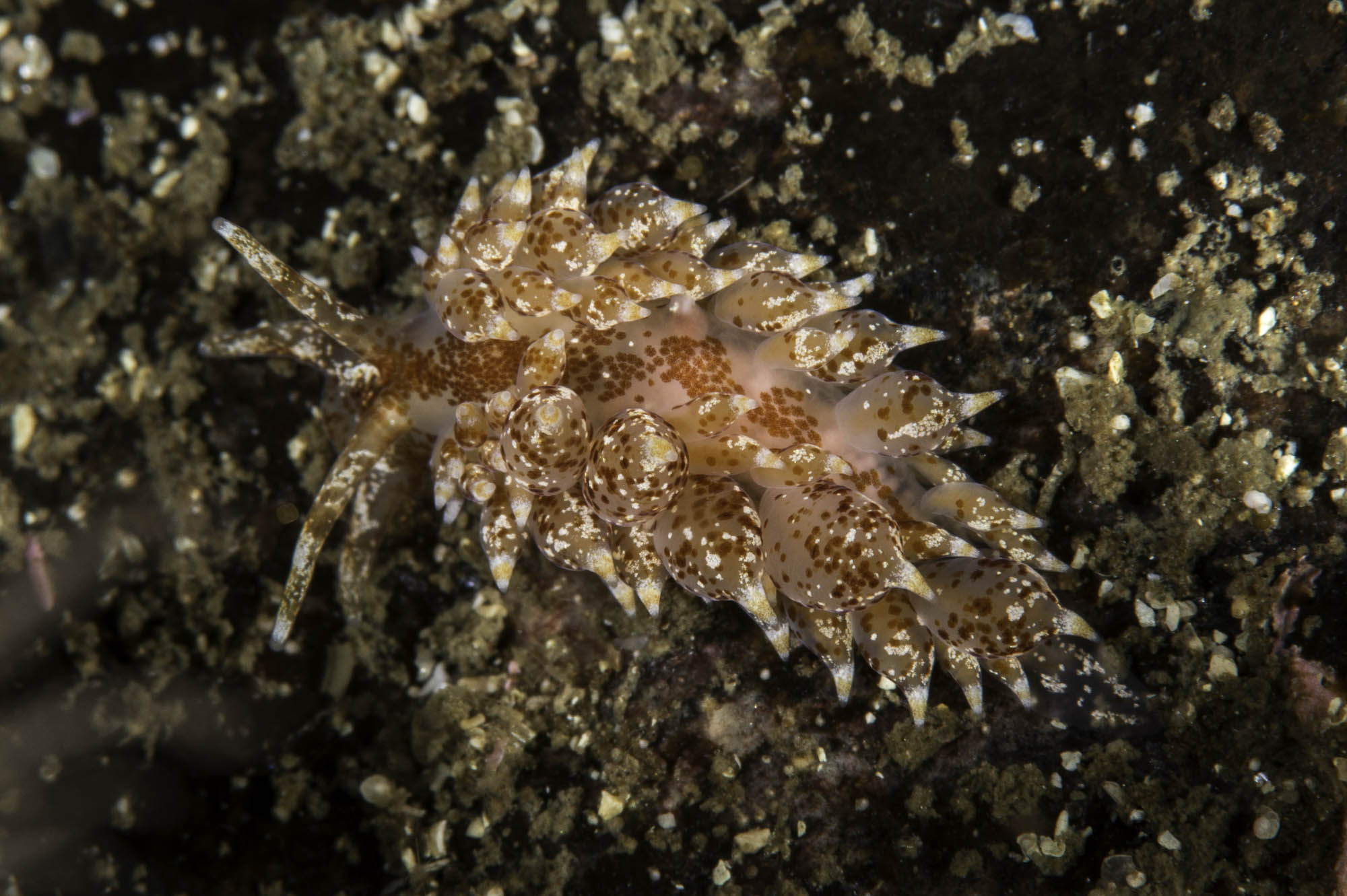
Eubranchus pallidus
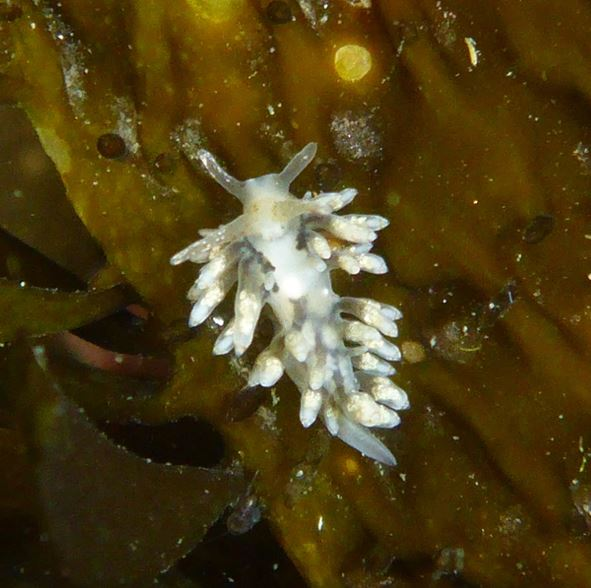
Eubranchus rupium
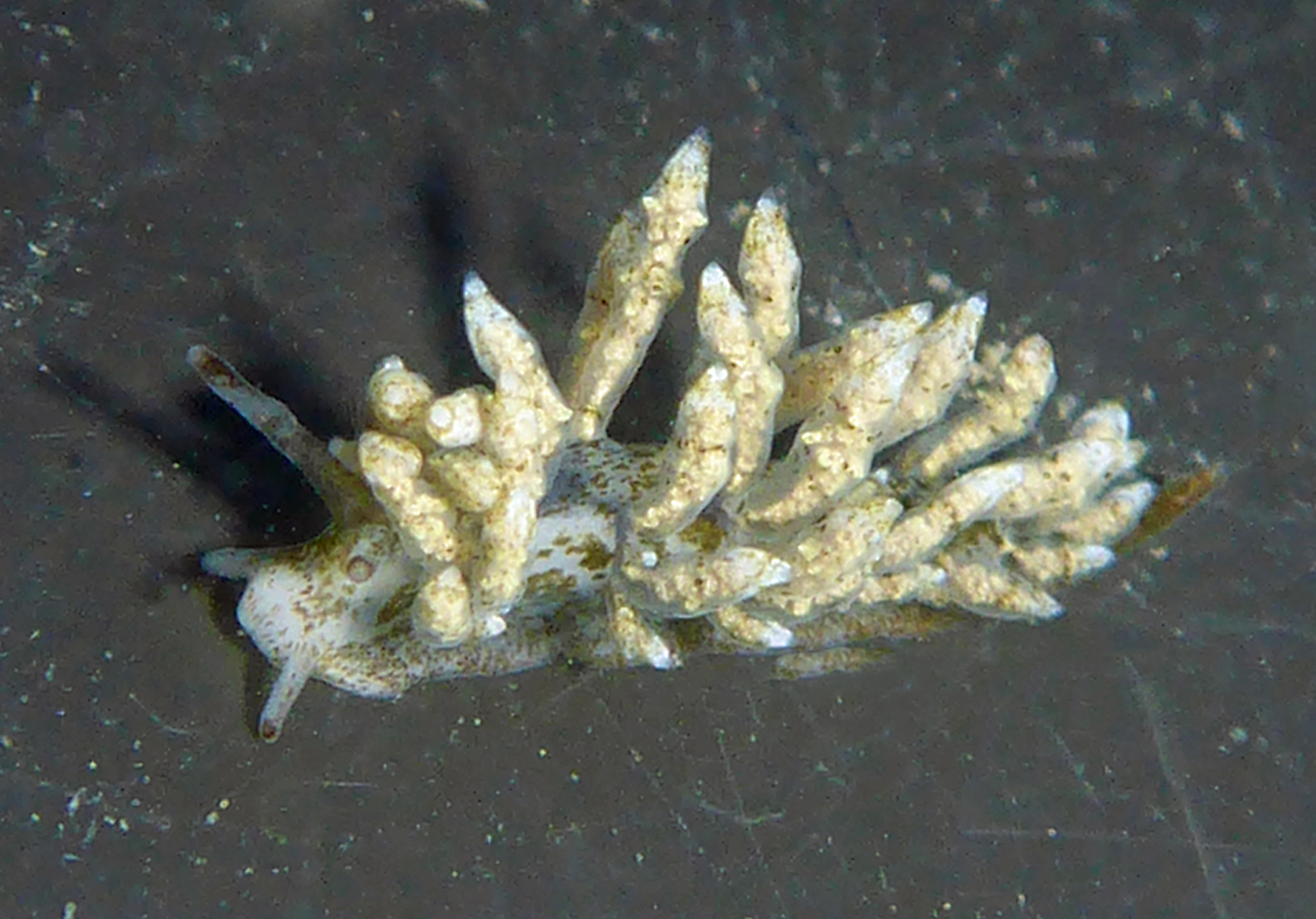
Eubranchus rustyus
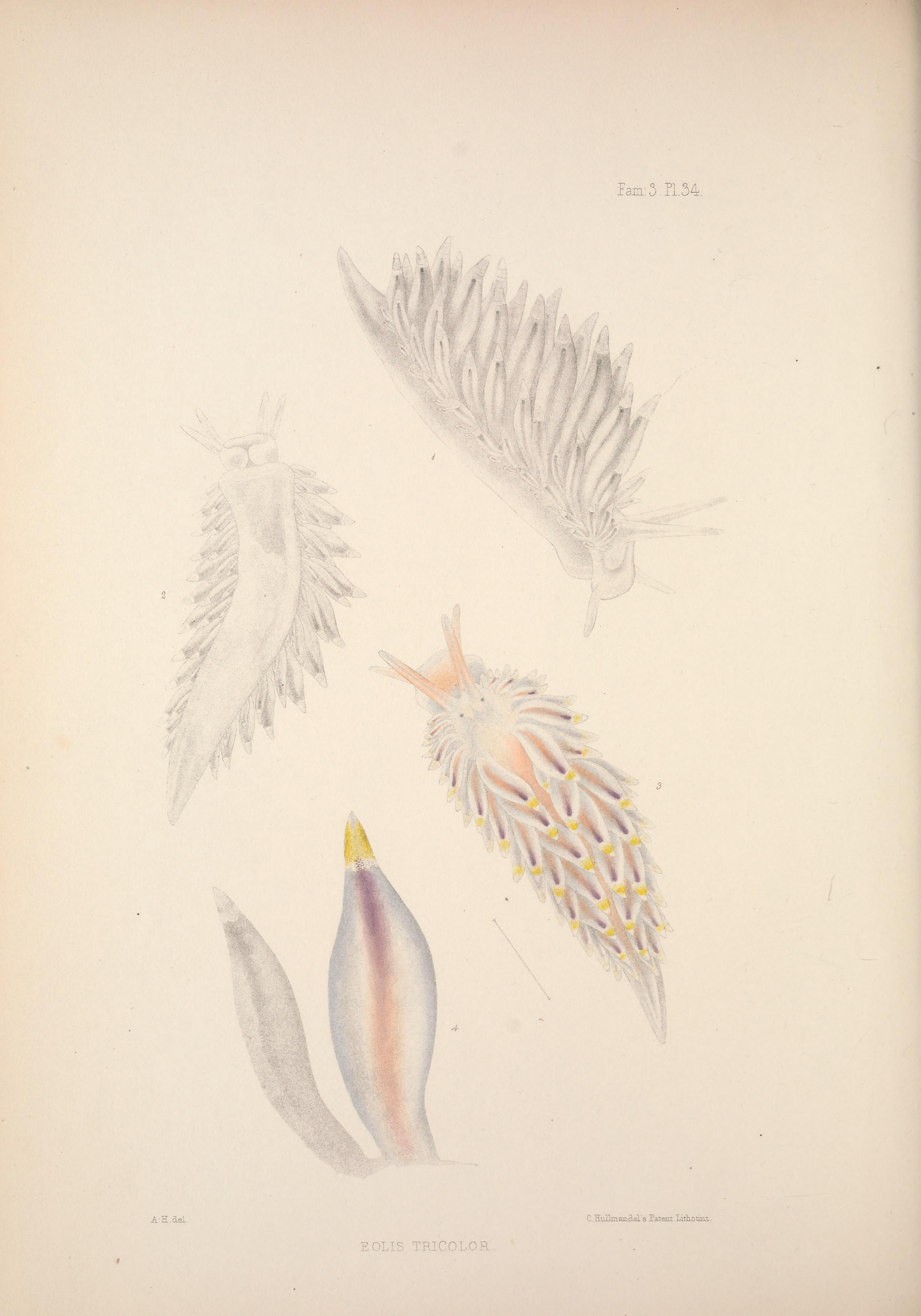
Eubranchus tricolor
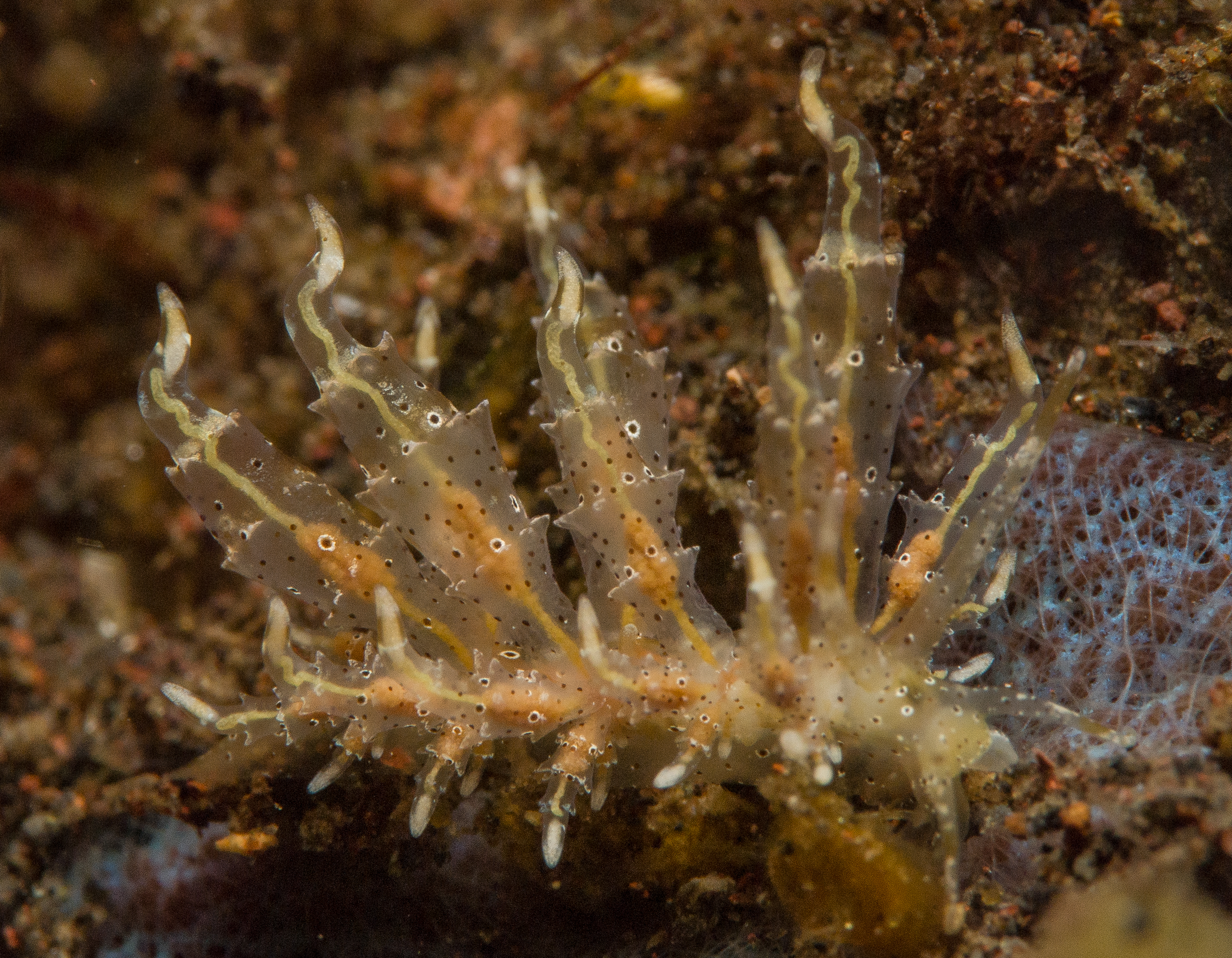
Eubranchus virginalis
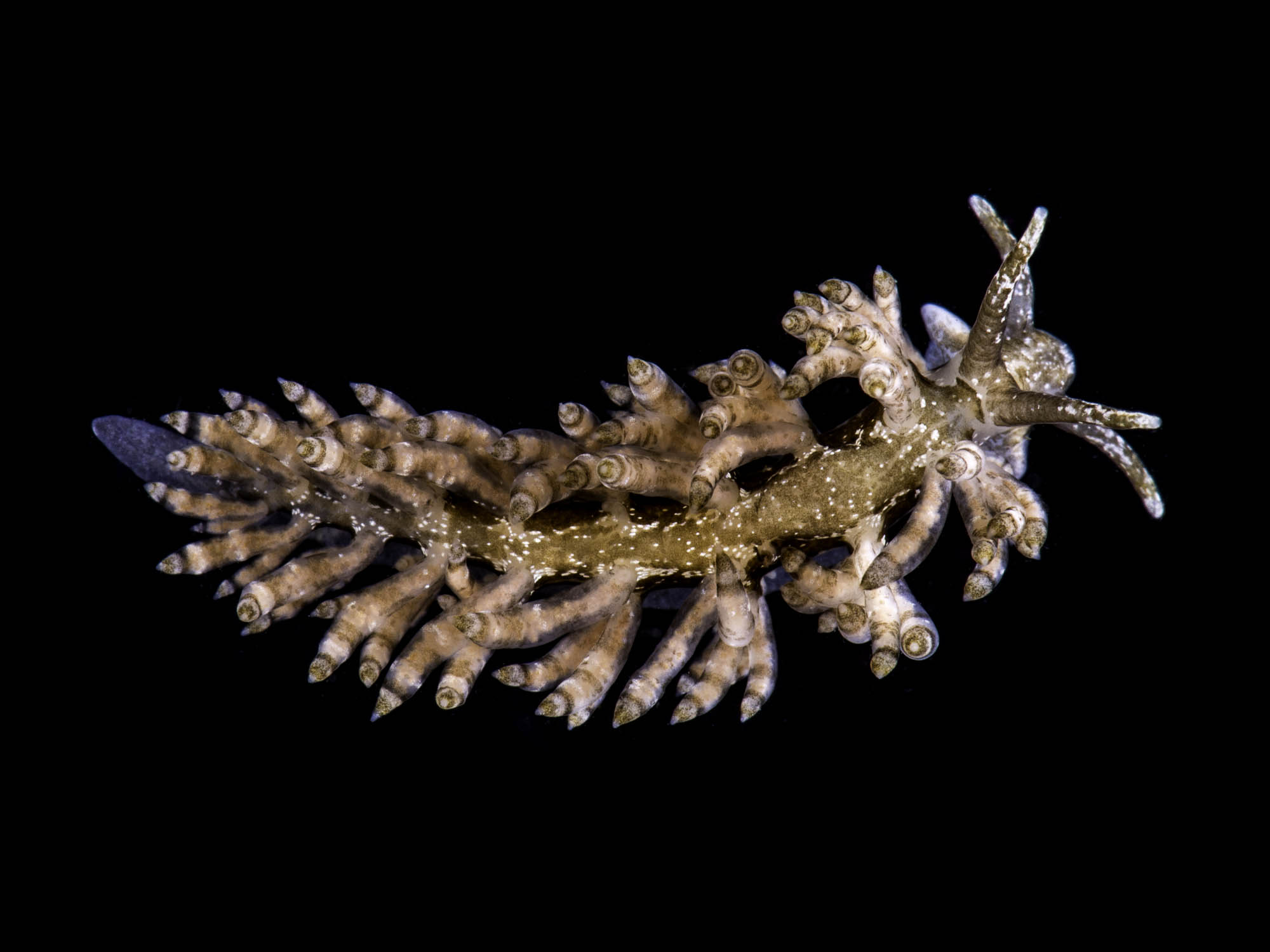
Eubranchus vittatus
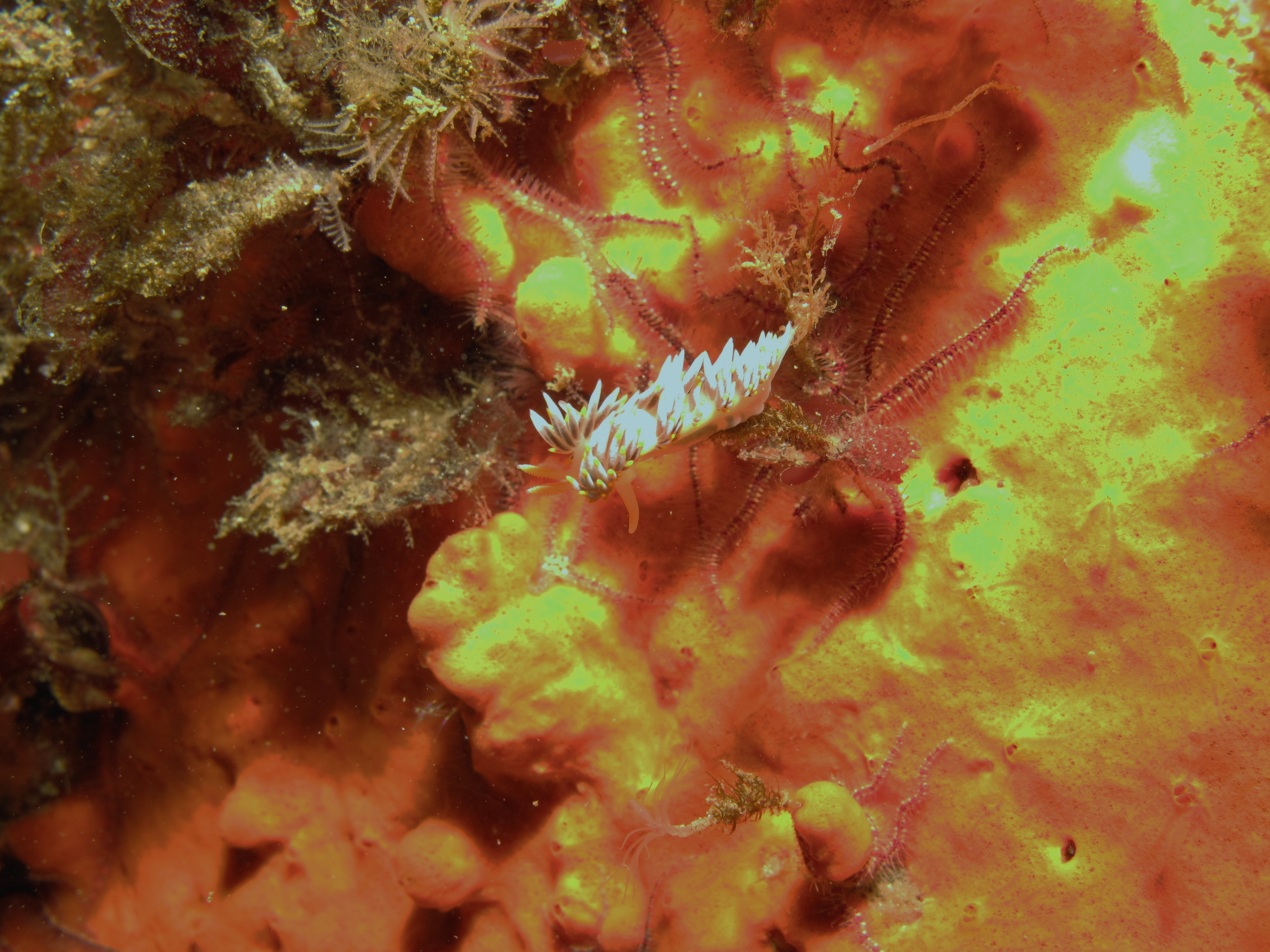
Eubranchus sp
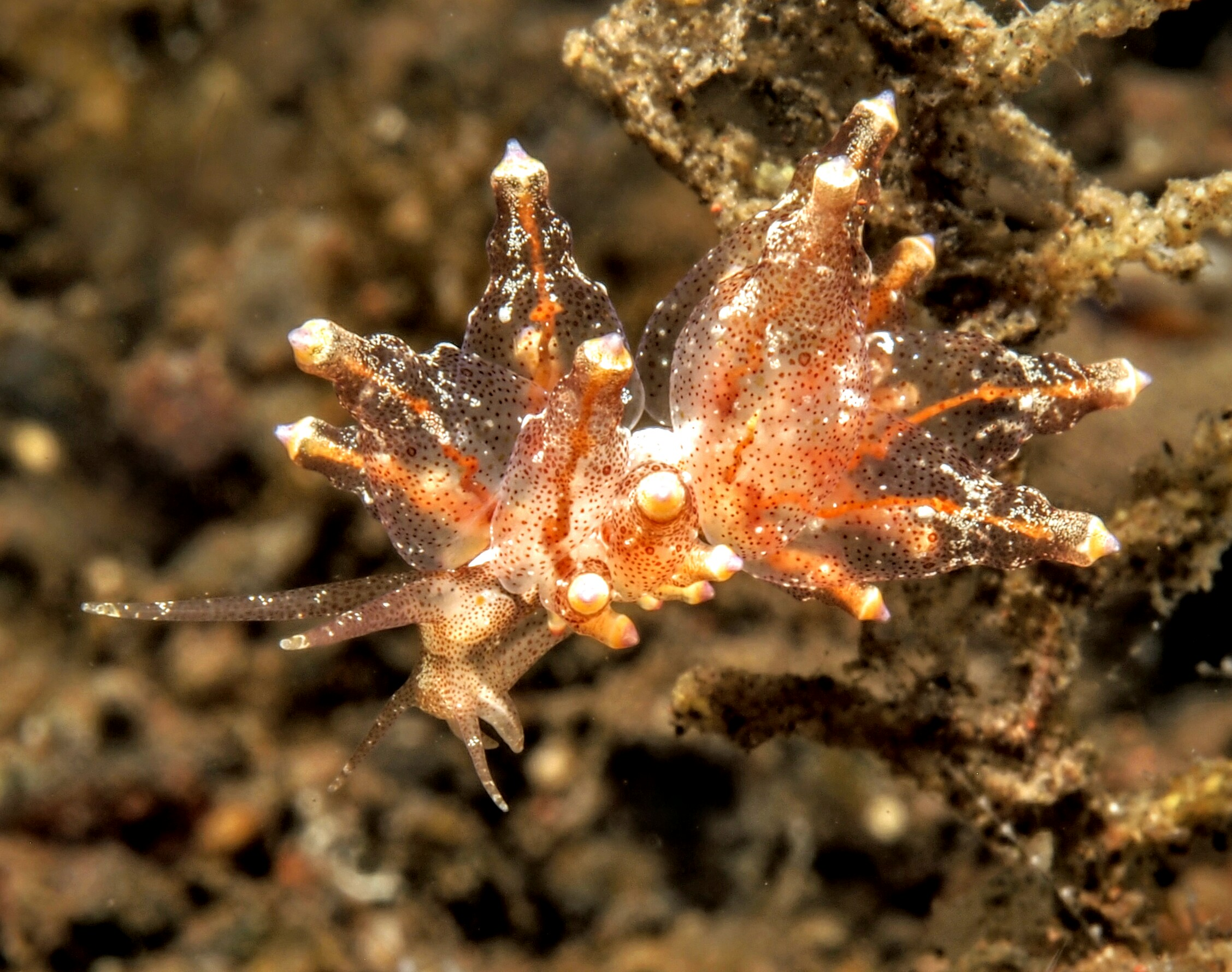
Eubranchus sp, Bali
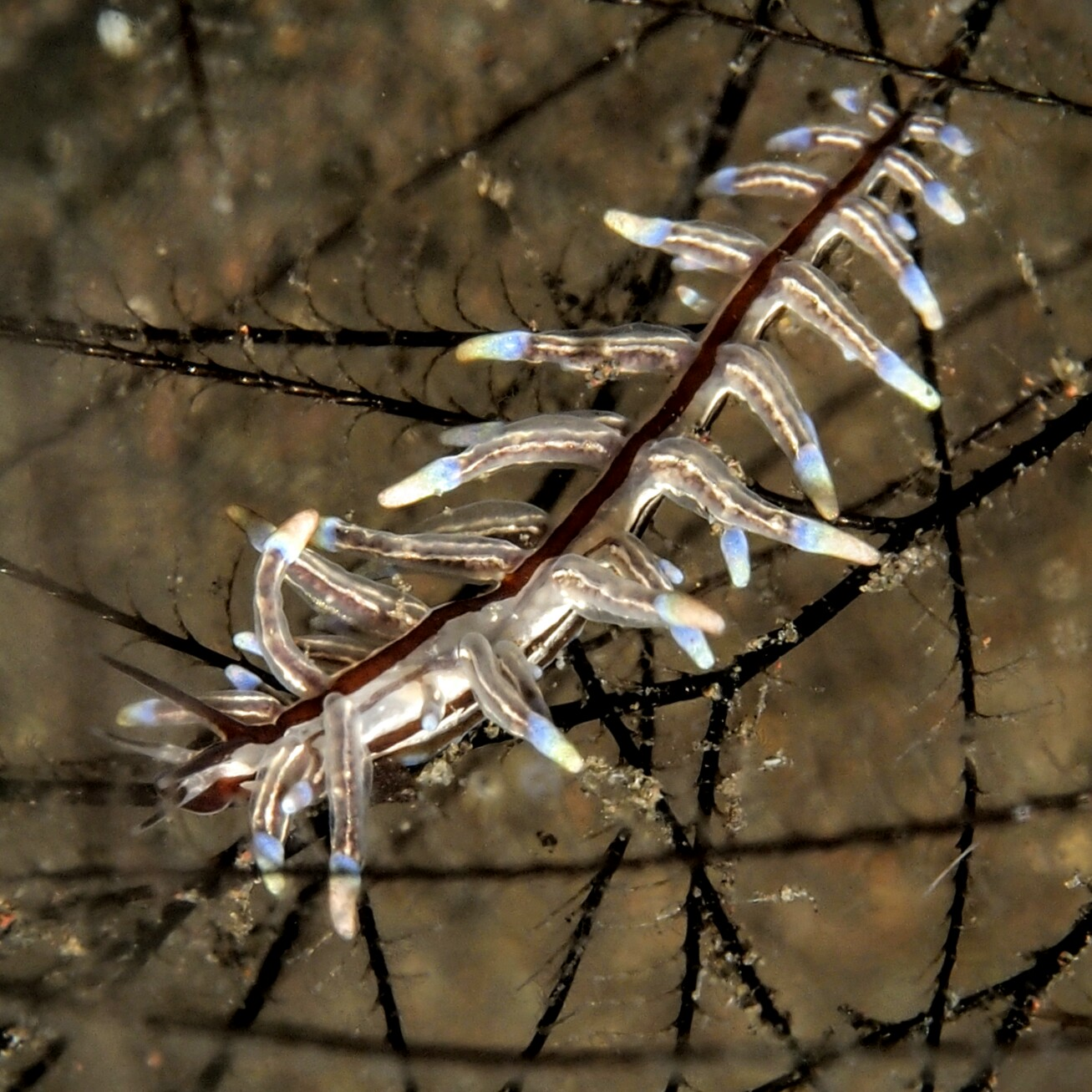
Eubranchus sp, Bali

## Morfología
El género se caracteriza por tener el ano dorsolateral, en el espacio interhepático; un par de tentáculos simples lineales a cada lado de la cabeza; los rinóforos son lisos y tentaculares; las ceratas, o branquias, están dispuestas en hileras simples oblicuas laterales del dorso; el borde de la mandíbula está armado con una hilera de dentículos, la rádula es triseriada, con dientes laterales en forma de placa, sin denticulaciones.

## Reproducción

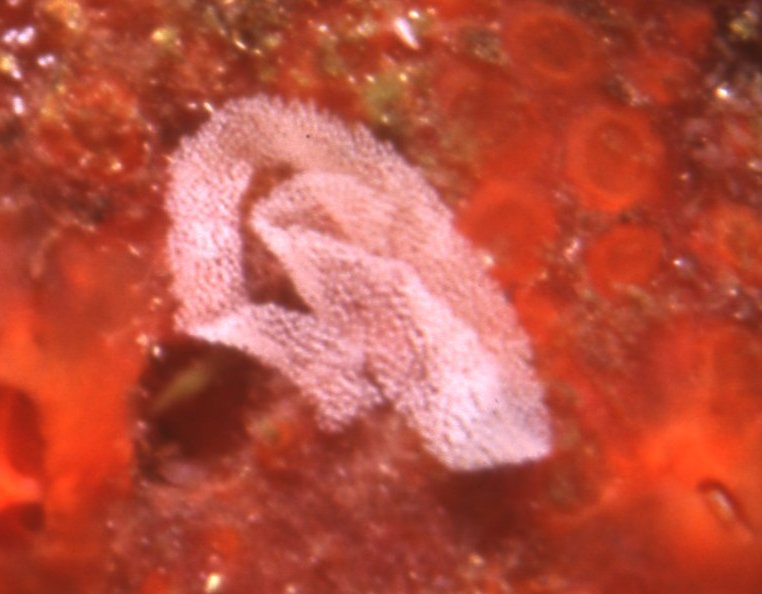
Puesta de huevos de Eubranchus

Son ovíparos y hermafroditas simultáneos, que cuentan con órganos genitales femeninos y masculinos. No obstante, no pueden autofertilizarse, por lo que necesitan copular con otro individuo para ello. 
Las especies de este género realizan puestas de pequeñas masas de huevos en forma de "C". Los huevos eclosionan larvas planctónicas velígeras.

## Alimentación
Son predadores carnívoros, alimentándose principalmente de hidrozoos, que son epibiontes de algas como Codium spp o Posidonia oceanica. Se les encuentra en hidrozoos como Abietinaria abietina, Bougainvillia ramosa, Eudendrium sp, Obelia sp, Plumularia setacea, Kirchenpaueria spp, Aglaophenia pluma, Nemertesia ramosa o Tubularia indivisa.

## Hábitat y distribución
Estas pequeñas babosas marinas se distribuyen por los océanos Atlántico, Índico y Pacífico. Desde las costas de Canadá hasta Baja California, norte de Europa, Mediterráneo, y también en el Indo-Pacífico tropical.
Habitan aguas templadas y tropicales, reportándose un rango de profundidad entre 0 y 67 m, y en un rango de temperatura entre  9.96 y 23.53 °C.